# Asperationsprinzip
Asperationsprinzip, auch Verschärfungsgrundsatz (von lat. asper „hart, scharf, streng“), ist ein Rechtsbegriff aus dem Strafrecht, in Deutschland gesetzlich geregelt in § 54 Abs. 1 S. 2 StGB. Er bezeichnet die Methode, eine tat- und schuldangemessene Gesamtstrafe zu bestimmen, wenn der Täter wegen mehrerer Delikte, die zueinander in Tatmehrheit (§ 53 Abs. 1 StGB) stehen, gleichzeitig verurteilt wird. Gegenstück ist das im Fall der Tateinheit zur Anwendung kommende Absorptionsprinzip.

## Bildung einer Gesamtstrafe
Zunächst ist für jede einzelne Tat nach den Regeln der Strafzumessung eine Einzelstrafe zu bilden. Von diesen verschiedenen Einzelstrafen wird dann die höchste verwirkte Strafe, die sogenannte Einsatzstrafe unter nochmaliger Berücksichtigung und Abwägung der allgemeinen Strafzumessungsgründe erhöht. Dabei ist das Mindestmaß der Gesamtstrafe die nach § 54 Abs. 1 S. 2 StGB geringstmöglich erhöhte Einsatzstrafe. Das Höchstmaß der Gesamtstrafe darf die Summe der Einzelstrafen nicht erreichen (§ 54 Abs. 2 S. 1 StGB).

## Andere Länder
Die Strafzumessung beim Zusammentreffen mehrerer strafbarer Handlungen ist in § 28 des österreichischen Strafgesetzbuchs geregelt. Die Strafe ist nach dem Gesetz zu bestimmen, das die höchste Strafe androht. Das österreichische Verwaltungsstrafrecht kennt in § 22 VStG auch die Kumulation mehrerer Strafen.
Art. 49 des Schweizer Strafgesetzbuchs verankert ebenfalls das Asperationsprinzip mit Bildung einer Gesamtstrafe.
Das US-amerikanische Strafrecht unterscheidet nicht zwischen Tateinheit und Tatmehrheit. Im Falle mehrerer Verstöße werden die Einzelstrafen grundsätzlich addiert (Additionsprinzip). So kann es anders als in Deutschland zu Strafen kommen, die deutlich höher als die menschliche Lebenserwartung ausfallen.